# كلاوستال-تسيلرفيلد

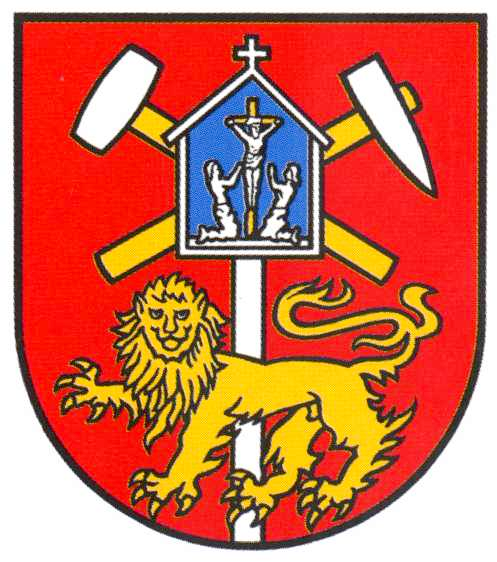
شعار المدينة

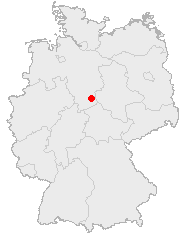
موقع كلاوستال في قلب ألمانيا

كلاوستال تسيللرفيلد Clausthal-Zellerfeld () هي مدينة جامعية تقع في ولاية ساكسونيا السفلى في شمال ألمانيا على جبل هارتس في مقاطعة هانوفر السابقة. تتبع إدارياً لمدينة غوسلار وتبغد عنها 14 كم.
يبلغ عدد سكانها حوالي 13000 نسمة إضافة إلى 4300 طالب وطالبة يقطنون في المدينة. تتمحور المدينة حول جامعتها التقنية. وهي مسقط رأس الطبيب الألماني روبرت كوخ الحاصل على جائزة نوبل في الطب.

## إحصاءات السكان[6]
| السنة | عدد السكان |
| ----- | ---------- |
| 1821  | 12٬757     |
| 1848  | 14٬739     |
| 1871  | 14٬080     |
| 1885  | 13٬917     |
| 1905  | 13٬758     |
| 1925  | 12٬973     |

| السنة | عدد السكان |
| ----- | ---------- |
| 1933  | 11٬855     |
| 1939  | 11٬788     |
| 1946  | 15٬786     |
| 1950  | 17٬643     |
| 1956  | 15٬585     |

| السنة | عدد السكان |
| ----- | ---------- |
| 1961  | 15٬849     |
| 1968  | 16٬468     |
| 1970  | 15٬714     |
| 1975  | 16٬690     |
| 1980  | 16٬270     |

| السنة | عدد السكان |
| ----- | ---------- |
| 1985  | 16٬250     |
| 1990  | 17٬061     |
| 1995  | 16٬703     |
| 2000  | 15٬413     |
| 2005  | 15٬075     |

## تاريخ المدينة

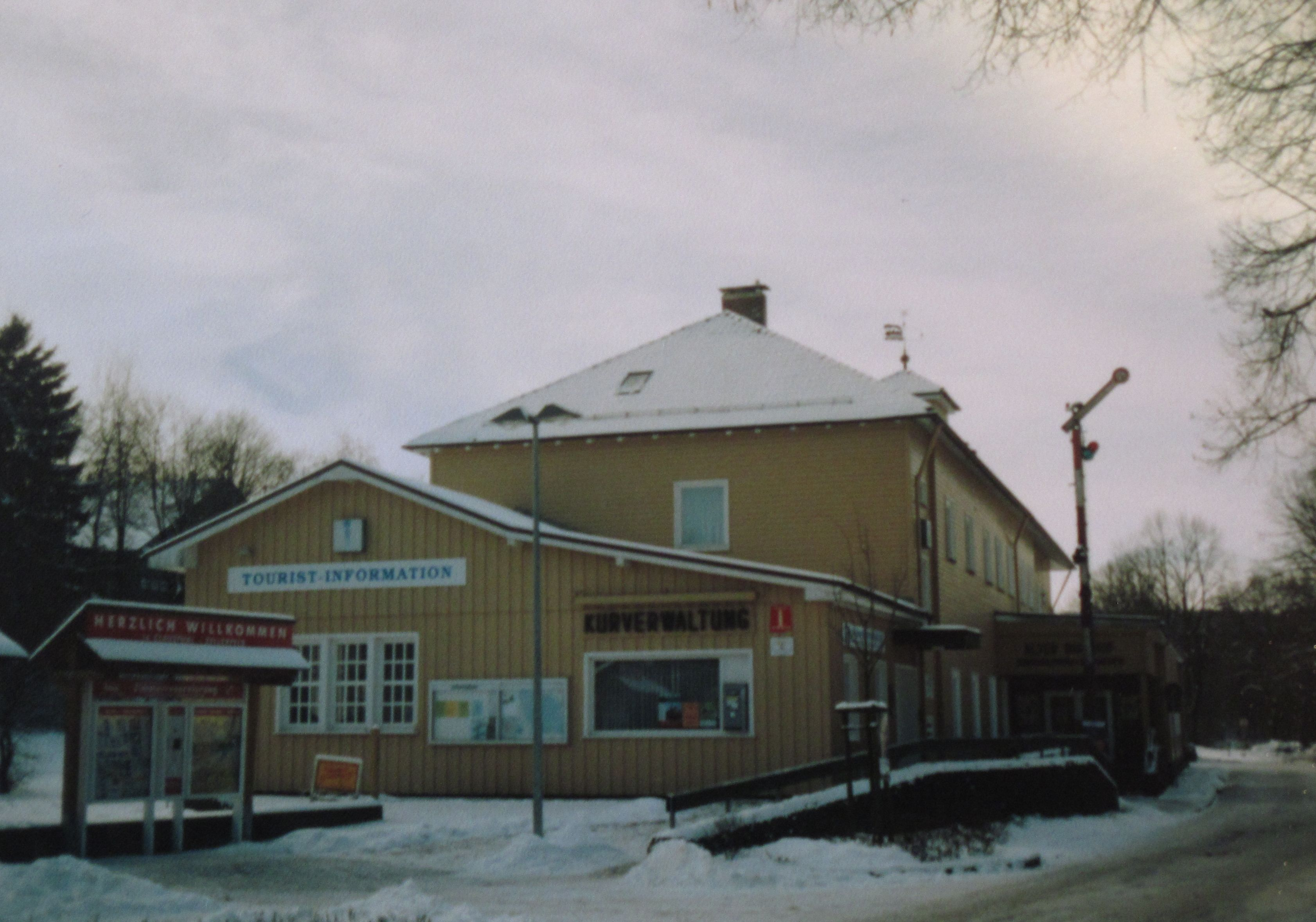
محطة كلاوستال

كلاوستال تسيلرفيلد هي في الواقع عبارة عن اجتماع مدينتين٬كلاوستال وتسيلرفيلد التان اندمجتا في عام 1924. اشتهرت كلوستال منذ القدم بجامعتها ومعامل التعدين ، في حين كانت تسيلرفيلد وجهة شعبية للمتزلجين ومتسلقي الجبال. كلاوستال تسيلرفيلد هي أكبر مدينة على جبل هارتز.
يعود تاريخ تعدين (التعدين) الحديد في المنطقة إلى الفترة بين عامي 1831 و 1834 قام مهندس التعدين فيلهيلم ألبيرت بتطويركابل الجر  الحديث. الذي حل على الفور محل حبال القنب والحديد في المناجم. تم مد خط سكك حديدية ف في عام 1914 إلى آلتناو ليتم نقل إنتاج معامل التعدين إلى أنحاء ألمانيا خلال الحرب العالمية الأولى والثانية. تم تدمير محطة القطار والعديد من المباني التاريخية في المدينة خلال القصف الجوي للمدينة.

## المتاحف
- متحف التعدين في هارتز العليا
- متحف جامعة كلاوستال للتكنولوجيا

## التراث المعماري[9]
- طواحين خزان هوت هارتز، التي تدير آلات التعدين
- تعد كنيسة الروح القدس (بالألمانية: Marktkirche zum Heiligen Geist) التي بنيت بين عامي 1639 و 1642 أكبر واقدم كنيسة مبنية بالكامل من الخشب في ألمانيا واوروبا٬ وتحتوي على 2200 مقعد.
- المعبد البروتستانتي للمخلص المقدس زيلرفيلد (1674-83)
- ورشة عملات كلاوستال (1617-1849)
- مديرية المناجم في كلوستال (1726-30)
- منزل ديتزيل (1674)، في تسيلرفيلد
- محطة القطار القديمة، التي دمرت في عام 1944 وأعيد بناؤها من 1961 إلى 1963
- مسقط رأس روبرت كوخ

## توأمة
لكلاوستال تسيللرفيلد اتفاقيات توأمة مع كل من:
- Altenbrak [الإنجليزية]‏
- فرايبرغ
- ليجل منذ (1972 -)
- سبيشسكا نوفا فيس

## معرض الصور

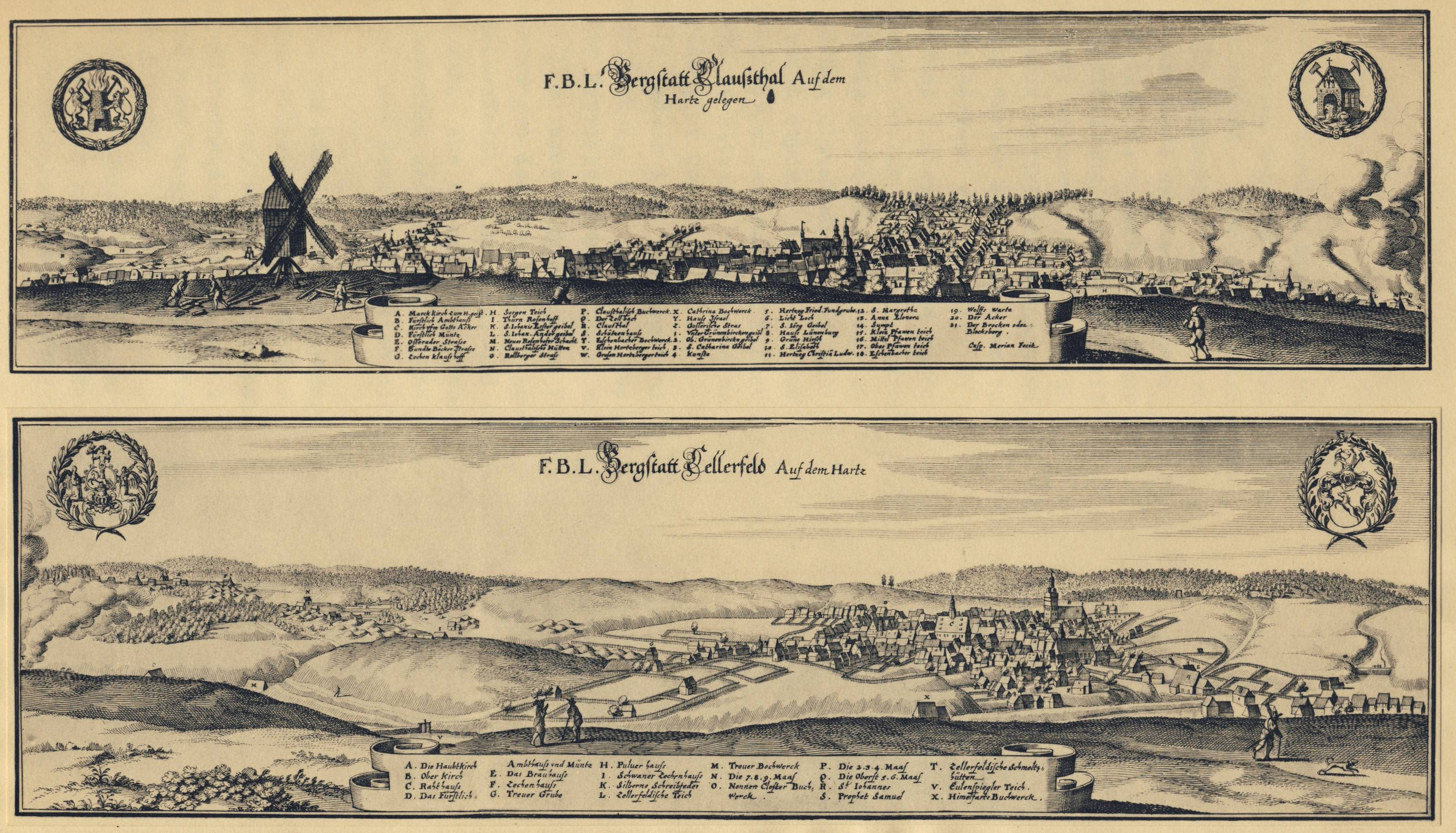
صورة عامة لكلاوستال منصف القرن السابع عشر
شعار المدينة
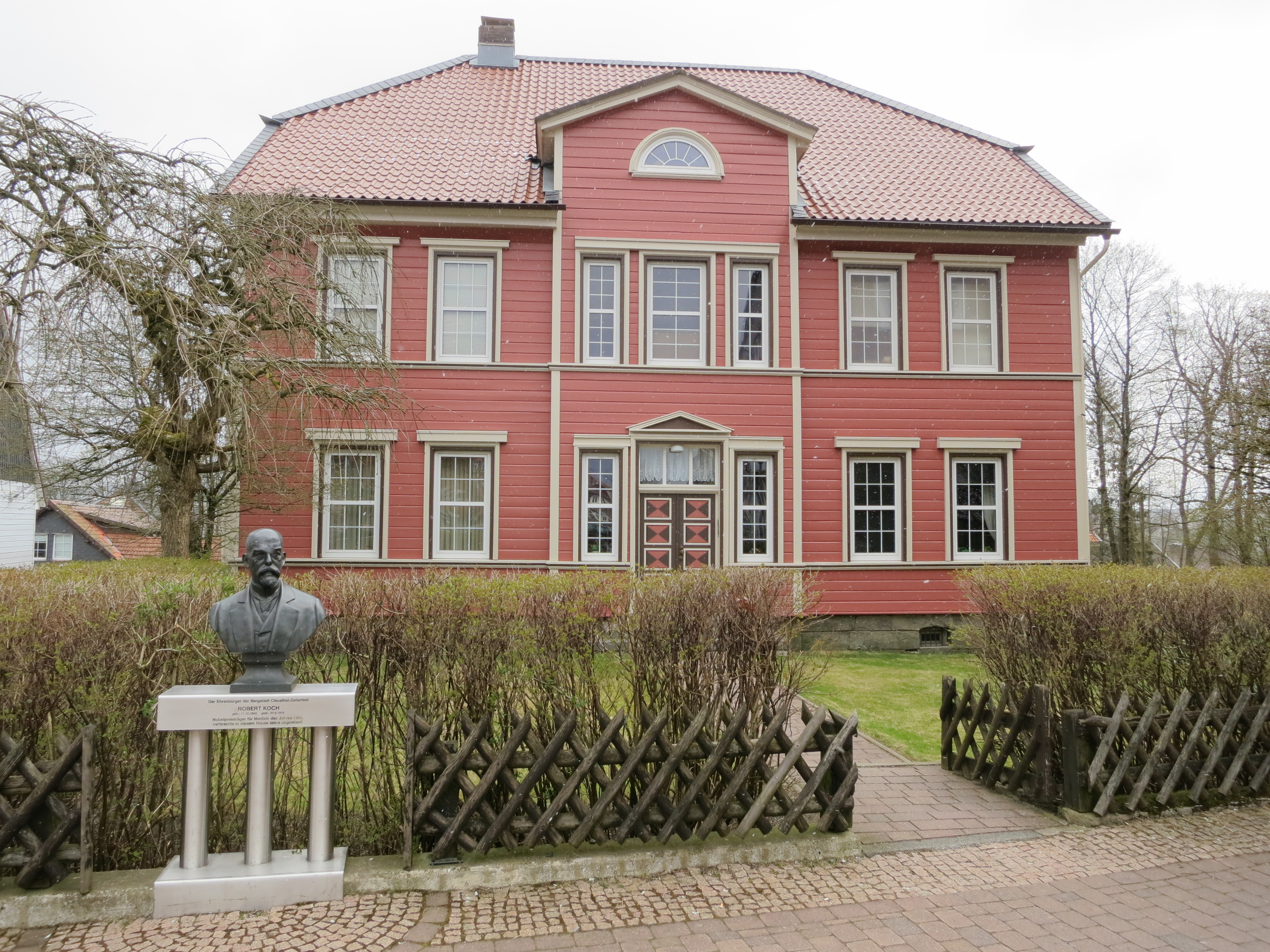
منزل روبرت كوخ
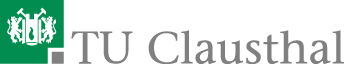
شعار جامعة كلاوستال للتكنولوجيا
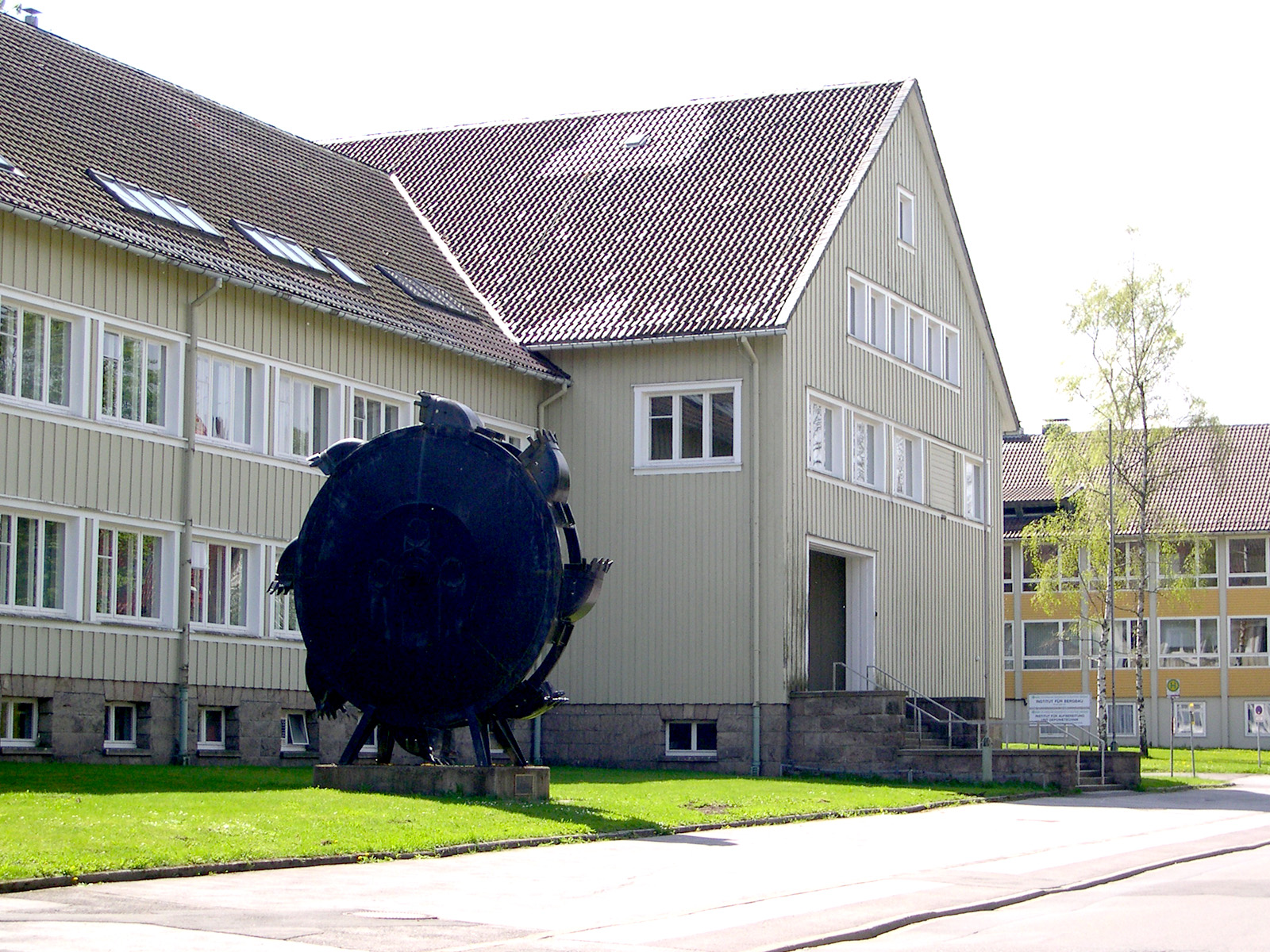
مبنى كلية التعدين في المدينة

## أعلام
- ديتريش جرونمير
- دانيال بوم